# (420356) Praamzius
(420356) Praamzius, désignation provisoire 2012 BX85, est un transneptunien de magnitude absolue 5,75 faisant partie des cubewanos.

## Description
Son diamètre, estimé à 199 km par Michael E. Brown ou à 235 km par Johnston, pourrait en faire un candidat au statut de planète naine.
Il a été nommé en hommage à Praamžius, dieu créateur de la mythologie lituanienne.